# 시메온 은완코
시메온 토추쿠 은완코(영어: Simeon Tochukwu Nwankwo, 1992년 5월 7일 ~ )는 간단히 시미(영어: Simy)로 알려진 나이지리아의 축구 선수로, 현재 세리에 A 클럽 살레르니타나에서 공격수로 활약하고 있다. 그는 나이지리아 국가대표팀을 대표해 왔다.
시미는 이탈리아 프로 리그(2019-20 세리에 B)에서 득점왕을 차지한 유일한 아프리카 축구 선수이다. 모든 대회에서 66골을 기록한 그는 크로토네의 역대 최다 득점자이다. 시미는 또한 2010-11 시즌 사뮈엘 에토와 함께 2020-21 시즌에 이 업적을 달성한 유일한 아프리카 축구 선수이다.

## 구단 경력
2016년 7월, 시미는 세리에 A로 승격된 크로토네와 계약을 맺었다.
그는 2017-18 시즌 동안 7골을 득점하여 안테 부디미르와 동률을 이루며 클럽 내 최다 득점자이자 득점왕 마르첼로 트로타에 이어 단 1골만을 기록했다. 여기에는 2018년 4월 19일에 열린 챔피언 유벤투스와의 경기에서 기억에 남을 만한 오버헤드킥이 포함되었다. 그러나 크로토네는 시즌이 끝나면 강등될 것이다.
시미는 세리에 B로 복귀하면서 12위까지 오르는 어려움을 겪었지만, 이탈리아로 이적한 후 최고의 시즌을 보내며 팀 내 1위와 14골로 종합 6위를 기록했다. 2019-20 시즌에는 20골로 세리에 B 1위를 차지하고 팀이 이탈리아 1부 리그로 승격하는 데 도움을 주면서 이를 능가했다. 시미는 2020-21 시즌에도 리그 20골을 기록하며 다작했지만, 이는 크로토네가 단 한 시즌 만에 1부 리그에서 강등되는 것을 막기에는 역부족이었다. 2021년 8월 19일, 시미는 세리에 A로 새롭게 승격된 살레르니타나로 한 시즌 장기 임대 이적했다.

### 살레르니타나
2022년 1월 9일, 살레르니타나는 €3.5M에 시미 권리를 완전히 인수하였고, 2022년 1월 31일, 그는 세리에 B의 파르마로 시즌 잔여 기간 동안 임대되어 이적할 수 있는 옵션을 제공했다.
2022년 9월 1일, 시미는 베네벤토로 임대 이적했다.

## 국가대표팀 경력
2018년 5월 25일, 시미는 러시아의 2018년 FIFA 월드컵을 대비하여 게르노트 로르 감독에 의해 나이지리아 국가대표팀에 차출되었다. 3일 후, 그는 콩고 민주 공화국을 상대로 1-1로 비긴 경기에서 국제 무대 데뷔 전을 치렀다. 6월에 그는 나이지리아의 월드컵 최종 23인 명단에 이름을 올렸다. 그는 크로아티아와의 경기에서 처음으로 출전했는데, 이 경기에서 나이지리아가 2-0으로 뒤진 상황에서 후반전에 교체 투입되었다. 그는 또한 나이지리아를 월드컵에서 탈락시킨 아르헨티나를 상대로 2-1로 패한 경기에서 교체로 출전했다.

## 사생활
시미는 세 자녀 중 장남이다. 물리치료사인 그의 남동생과 간호사인 여동생은 쌍둥이이다. 시미와 그의 아내는 가톨릭 신자이며 아들이 있다. 시미는 크로토네에 있는 동안 아들이 췌장암으로 사망하기를 바라는 등 소셜 미디어에서 인종 학대의 대상이 되었다. 인종차별에 반대하는 입장을 취한 크로토네의 시장 빈센조 보체는 2021년 3월 27일 은완코의 아들에게 이 도시의 명예 시민권을 주었다.